# Clepsis melaleucana
Clepsis melaleucana és una espècie de lepidòpter ditrisi de la família dels tortrícids (Tortricidae) que habita des de d'Alberta a Terranova, del sud de Carolina del Nord i Missouri.
És una arna amb marge de l'ala és de color crema groguenca i té un gran taca fosc marró que s'estén diagonalment a dalt del marge interior a prop l'angle anal. Entre la gran taca i el tòrax, hi pot haver-hi altres taques marrons ombrejats perquè varia de cada arna en l'espècie. Té una envergadura que mesura de 18 a 25 mil·límetres. Els adults es poden trobar de maig a juliol.